# Alexia Fast
Alexia Fast (ur. 12 września 1992 w Vancouver) – kanadyjska aktorka.

## Życiorys
Alexia Fast urodziła się 12 września 1992 roku w Vancouver. Aktorstwem zainteresowała się w wieku siedmiu lat, gdy napisała, wyreżyserowała i zagrała w krótkim filmie The Red Bridge, który prezentowano na Atlantic Film Festival i Reel to Reel Festival. W następnych latach kontynuowała tworzenie krótkich opowiadań i usiłowała przekonać rodziców do znalezienia jej agenta. Po raz pierwszy w filmie wystąpiła w wieku jedenastu lat w Fido, a rolę pierwszoplanową zagrała po raz pierwszy w niezależnym filmie Past Tense dwa lata później i została za nią wyróżniona Leo Award.

## Filmografia

### Filmy[2]
- 2003 Fido jako Cindy Bottoms
- 2005 Świąteczna rubryka (His and Her Christmas) jako Jacqui
- 2006 Zagadka z przeszłości (Past Tense) jako Sara Shay
- 2006 Las w płomieniach (Firestorm: Last Stand at Yellowstone) jako Maya
- 2007 Urwany film (The Party Never Stops: Diary of a Binge Drinker) jako Jade
- 2007 Kickin' It Old Skool jako 12-letnia Jennifer Stone
- 2008 Trener na szóstkę (Gym Teacher: The Movie) jako Suzie
- 2009 George Ryga's Hungry Hills jako Robin
- 2009 Helen jako Julie
- 2009 What Goes Up jako Hannah
- 2010 The 19th Wife jako Five
- 2010 Fałszerze (Fakers) jako Emma Archibald
- 2010 Powtórzenia (Repeaters) jako Charlotte Halsted
- 2010 Triple Dog jako Eve
- 2012 Czarny ptak (Blackbird) jako Deanna Roy
- 2012 Jack Reacher: Jednym strzałem (Jack Reacher) jako Sandy
- 2012 Last Kind Words
- 2014 Grace: Opętanie (Grace) jako Grace / Mary
- 2014 Pojmani (The Captive) jako Cass
- 2017 Oko na Julię (Eye on Juliet) jako Jeanine
- 2018 The Ninth Passenger jako Jess
- 2019 We Had It Coming jako Olivia
- 2021 Apex jako West
- 2022 The Last Mark jako Peyton

### Seriale[2]
- 2007 Kaya jako Kristin
- 2007 Blaszany bohater (Tin Man) jako Młoda Azkadellia
- 2014-15 Manhattan (Manhattan) jako Callie Winter